# Andre Ehrenberg
Andre Ehrenberg (n. 2 ianuarie 1972, Braunschweig, RFG) este un canoist ce a reprezentat Germania, medaliat olimpic. A participat la 2 ediții ale Jocurilor Olimpice (1996, 2000) în care a câștigat o medalie de bronz.